# Acalypha depauperata
Acalypha depauperata é uma espécie de flor do gênero Acalypha, pertencente à família Euphorbiaceae.